# Casa Universal de Justiça

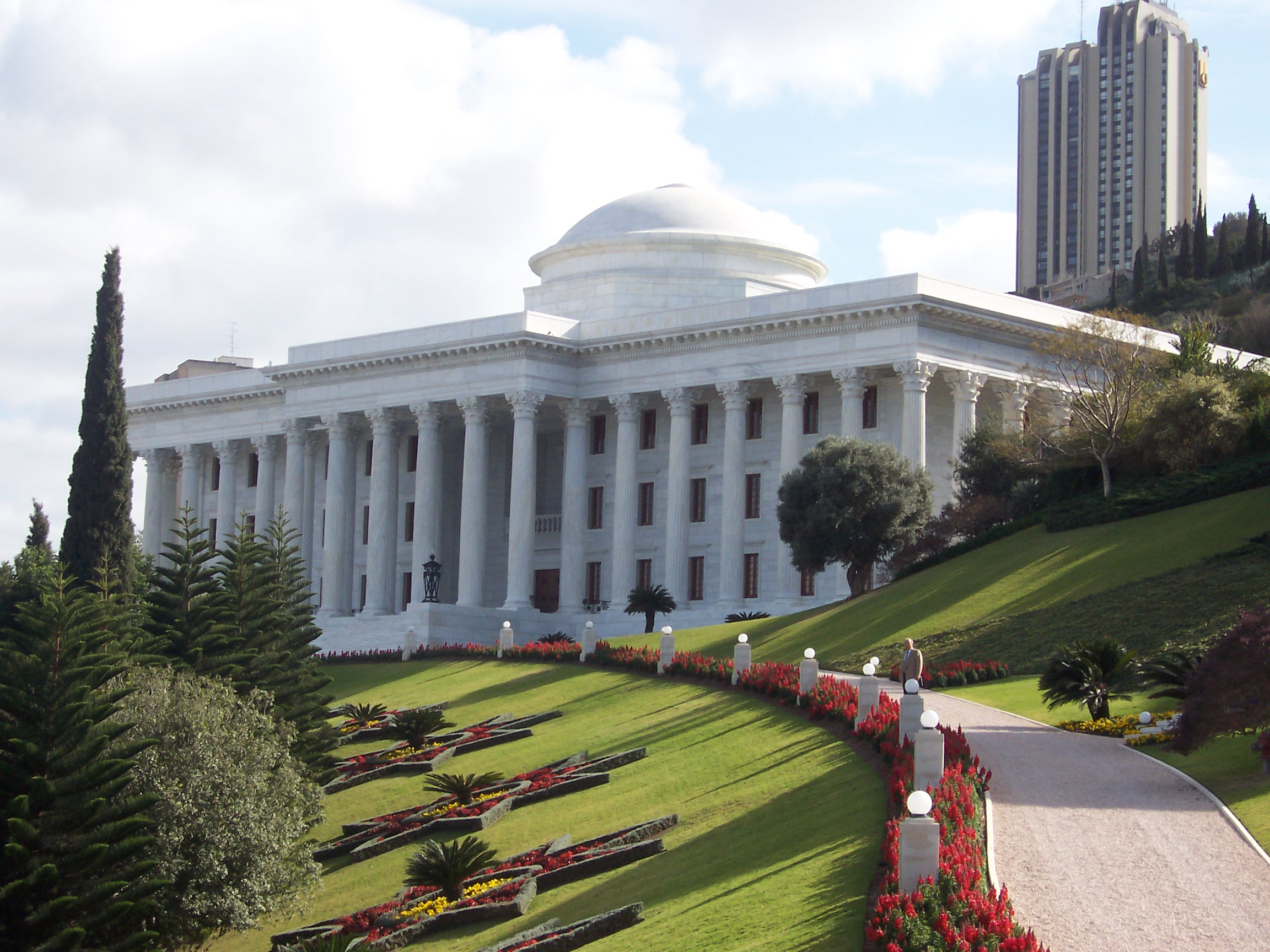
Edifício da Casa Universal de Justiça

A Casa Universal de Justiça é a instituição máxima da Fé Bahá'í, que administra as questões internacionais da Fé. É composta de nove membros eleitos a cada cinco anos por um colégio eleitoral  constituído por todos os membros de cada Assembleia Espiritual Nacional. É uma instituição legislativa com autoridade de suplementar e aplicar as leis de Bahá'u'lláh, como também exercer função judicial sendo a mais elevada da administração Bahá'í.
A sede da Casa Universal de Justiça está situada no Monte Carmelo em Haifa, Israel, e seus membros residem nessa cidade. Estabelecido pelas escrituras de Bahá'u'lláh e 'Abdu'l-Bahá, foi fundada oficialmente em 1963 com a culminação do Plano de Dez Anos.
Os livros e documentos publicados pela Casa Universal de Justiça são considerados de grande importância para os Bahá'ís; as decisões desta instituição foram consideradas infalíveis pelos fundadores da Fé Bahá'í.
Nota: Nos escritos Bahá'ís algumas vezes aparece escrito 'Casa Suprema de Justiça', 'Casa Internacional de Justiça', ou 'Casa Universal de Justiça'. Os bahá'ís atualmente referem-se como a 'Casa Universal de Justiça', sendo às vezes abreviado para 'Casa de Justiça'.

## História
No Kitáb-i-Aqdas, Bahá'u'lláh ordenou o estabelecimento da Casa de Justiça e definiu suas funções. Suas responsabilidades também são referidas em diversas outras Epístolas de Bahá'u'lláh.
`Abdu'l-Bahá, na sua obra A Última Vontade e Testamento, havia elaborado nas suas funções, na sua composição e definiu o método para sua eleição. Ele primeiramente usou o termo "Casa Universal de Justiça" para distinguir o corpo supremo daquelas "Casas de Justiça" locais que seriam estabelecidas em cada comunidade. Shoghi Effendi, durante sua vida, preparou a eleição da Casa Universal de Justiça, estabelecendo uma estrutura administrativa forte tanto nível local como no nacional.
Em 1951, Shoghi Effendi nomeou os membros para o Conselho Internacional Bahá'í, descreveu-o como uma Casa de Justiça internacional embrionária. Em 1961 o conselho foi mudado para um corpo eleito, com o voto de todos membros das Assembleias Espirituais Nacionais.
A primeira Casa Universal de Justiça foi eleita em Abril de 1963, seis anos após o falecimento de Shoghi Effendi, por 56 Assembleias Espirituais Nacionais. A data da eleição coincidiu com a conclusão da Cruzada de Dez Anos, instituída por Shoghi Effendi, e também coincidiu com a celebração do centenário da declaração pública de Bahá'u'lláh no jardim de Ridván, em Abril de 1863.

## Responsabilidades
A própria Casa Universal de Justiça declara na sua constituição que "A proveniência, a autoridade, os deveres, toda a esfera de ação da Casa Universal de Justiça deriva-se da palavra revelada de Bahá'u'lláh que, junto com as interpretações e as exposições de `Abdu'l-Bahá e de Shoghi Effendi… constituem os termos de referência obrigatórios da Casa Universal de Justiça e são a base de sua fundação." 
A Casa Universal de Justiça atualmente guia no crescimento e desenvolvimento da comunidade mundial Bahá'í. Uma de suas responsabilidades incluem:
- Promover as qualidades espirituais que caracterizam a vida Bahá'í individualmente e coletivamente
- Preservar os textos sagrados Bahá'ís
- Defender e proteger a comunidade mundial Bahá'í
- Preservar e desenvolver o mundo espiritual e administrativo do centro da Fé Bahá'í
- Encorajar o crescimento e o amadurecimento da comunidade Bahá'í

Além disso, a Casa Universal de Justiça é instruída por Bahá'u'lláh para exercer uma influência positiva no bem-estar geral da humanidade, para promover uma paz permanente entre as nações do mundo, assegurar o " treinamento dos povos, o progresso das nações, a proteção do homem e a proteção de sua honra." 
A Casa Universal de Justiça recebe o apoio das Assembleias Espirituais Nacionais e Locais da Fé Bahá'í. Além disso, criou diversas instituições apontadas para apoiar seu trabalho em torno do mundo; entre estes estão o Corpos dos Conselheiros Continentais e o Centro Internacional de Ensino.

## Membros
Os atuais membros da Casa Universal de Justiça são:
- Firaydoun Javaheri (2003)
- Paul Lample (2005)
- Payman Mohajer (2005)
- Shahriar Razavi (2008)
- Stephen Birkland (2010)
- Stephen Hall (2010)
- Chuungu Malitonga (2013)
- Ayman Rouhani (2013)
- Juan Francisco Mora (2018)